# Cameron Winnett

a Compétitions nationales et continentales officielles uniquement.

b Matchs officiels uniquement.
Dernière mise à jour le 1 août 2025.
Cameron Winnett, né le 7 janvier 2003 à Llantrisant (pays de Galles), est un joueur international gallois de rugby à XV évoluant principalement au poste d'arrière. Il joue en United Rugby Championship au sein de Cardiff Rugby.

## Biographie

### Jeunesse et formation
Cameron Winnett naît le 7 janvier 2003 à Llantrisant au pays de Galles.
Durant sa jeunesse, il est scolarisé au Coleg y Cymoedd dans le Rhondda Cynon Taf. Il pratique plusieurs sports dont le football, il commence le rugby à XV dès l'âge de cinq ans pour le club local de Wattstown RFC et choisit de continuer seulement ce sport. Puis, il joue au sein du club du Treorchy RFC à partir des moins de 9 ans,,. Par la suite, il est sélectionné avec l'équipe scolaire du Rhondda, puis intègre les équipes de jeunes des moins de 16 ans des Cardiff Blues ainsi que les moins de 18 ans,. En grandissant, il joue au poste de centre puis à l'arrière par la suite.
Au début de la saison 2021-2022, il joue avec l'effectif des moins de 18 ans de Cardiff Rugby (anciennement Cardiff Blues),.

### Début de carrière professionnelle avec Cardiff Rugby (2021-2023)
Cependant, en décembre 2021, en raison de la pandémie de Covid-19 qui oblige une partie des joueurs de Cardiff Rugby à devoir observer une période de quarantaine à la suite d'un déplacement en Afrique du Sud, Cameron Winnett est convoqué pour la première fois avec l'équipe sénior afin d'affronter les Harlequins en Coupe d'Europe,. Titulaire lors de ce match, à seulement dix-huit ans, il délivre une performance prometteuse et inscrit à cette occasion son premier essai mais ne peut empêcher la défaite 43 à 17 de son équipe,,. Au mois de janvier 2022, il est convoqué pour la première fois avec l'équipe du pays de Galles des moins de 20 ans afin de disputer le Tournoi des Six Nations des moins de 20 ans. Il est titularisé lors de quatre de ses cinq rencontres, trois fois au poste d'arrière et une fois à l'aile. En mai suivant, il dispute son premier match de United Rugby Championship lors de la dernière journée de la saison face au Benetton Trévise où il est titularisé,. Le mois suivant, en juin, il est de nouveau convoqué avec les moins de 20 ans gallois pour les Six Nations Summer Series,. Les jeunes Gallois se qualifient jusqu'en finale de la compétition mais ils s'inclinent face à l'Afrique du Sud sur le score de 47 à 27. Il est titulaire durant les quatre rencontres de la compétition et est l'auteur de bonnes performances,.
Pour la saison 2022-2023, il est nommé dans l'effectif du Cardiff RFC pour la saison de Welsh Premiership (championnat du pays de Galles), club avec lequel il a fait ses débuts lors de la fin de saison précédente et avec qui il a remporté le championnat, et peut être amené à jouer avec eux lorsqu'il n'est pas retenu par Cardiff Rugby. Pour la septième et la neuvième journée du United Rugby Championship, il dispute ses deux seuls matchs de la saison avec Cardiff Rugby, dont un en tant que titulaire. En janvier 2023, il est sélectionné pour disputer le Tournoi des Six Nations des moins de 20 ans. Durant la compétition, il dispute les cinq journées en tant que titulaire à l'arrière. Cependant, son équipe termine la compétition à la dernière place sans aucune victoire et récolte la première Cuillère de bois de l'histoire de cette sélection dans le Tournoi des Six Nations des moins de 20 ans. En mai, il est titulaire et se montre décisif en inscrivant un doublé lors de la demi-finale de Welsh Premiership remportée contre Newport RFC. La semaine suivante, il est de nouveau titulaire lors de la finale de Welsh Premiership perdue 8 à 24 par Cardiff RFC contre Llandovery RFC. Au mois de juin, il est sélectionné pour disputer le Championnat du monde junior 2023. Pendant la compétition, il est titulaire lors des trois matchs de la phase de poule. Avec sa sélection, ils sont classés sixièmes avec un bilan de deux victoires et trois défaites.

### Titulaire avec Cardiff Rugby et première convocation avec le pays de Galles (depuis 2023)
Lors de la saison 2023-2024, Cameron Winnett voit son statut changer et devient le titulaire de Cardiff Rugby au poste d'arrière, disputant un total de onze rencontres, dont dix en tant que titulaire, lors de la première partie de saison et inscrivant ses deux premiers essais en United Rugby Championship également. Cependant, le 13 janvier 2024, il subit une blessure à la mâchoire le forçant à sortir rapidement en début de match contre les Harlequins en Champions Cup. Deux jours plus tard, il signe une prolongation de contrat de longue durée avec Cardiff Rugby. Le lendemain, il est tout de même convoqué pour la première fois en équipe du pays de Galles par Warren Gatland en amont du Tournoi des Six Nations, il profite notamment du départ à la retraite de Leigh Halfpenny et de l'indisponibilité de Liam Williams, les deux titulaires du poste lors des quinze dernières années. À la suite de sa blessure, il ne reprend l'entraînement que dans la semaine précédant le premier match du Tournoi. Dès cette première journée, il est titularisé contre l'Écosse. Lors de ce match, il dispute l'intégralité de la rencontre. Finalement, il dispute les quatre autres rencontres en étant l'arrière titulaire et réalise des performances prometteuses malgré le niveau décevant de son équipe,,. Sa sélection termine la compétition à la dernière place sans avoir remporté un match et récolte la cuillère de bois. Après ce Tournoi, il est annoncé comme étant le successeur de Leigh Halfpenny. De retour à Cardiff, il enchaîne les rencontres et termine sa première saison complète au niveau professionnel avec un total de seize titularisations en dix-sept matchs pour deux essais inscrits. Courant juin, il est sélectionné pour la tournée d'été du pays de Galles. Pendant la tournée, il dispute deux des trois test matchs,.
Dès le début de la saison 2024-2025, il se montre décisif lors de la première journée de l'URC en marquant un essai durant la victoire 22 à 17 de Cardiff Rugby contre le Zebre Parma. Début octobre, il reçoit le prix du Young Player of the Year 2023-2024 (jeune joueur de l'année) par la Welsh Rugby Writers' Association après sa première saison prometteuse au niveau international. Peu de temps après cette récompense, il est retenu par le pays de Galles pour les test matchs de fin d'année et dispute deux matchs en tant que titulaire,. Au mois de décembre, il signe une prolongation de contrat longue durée avec Cardiff Rugby. Le mois suivant, il n'est pas retenu pour le Tournoi des Six Nations 2025. Cette saison-là, avec Cardiff Rugby, il remporte le prix de l'Iron Man, récompensant le joueur ayant disputé le plus de minutes en URC avec un total de 1427 minutes, il commence notamment les dix-huit matchs de la saison régulière en tant que titulaire et manque seulement 13 minutes. En fin de saison, pour la tournée d'été, il fait son retour en sélection galloise mais n'est pas utilisé.

## Statistiques

### En équipe nationale

#### De jeunes
Cameron Winnett dispute dix-sept matchs, seize en tant que titulaire, avec l'équipe du pays de Galles des moins de 20 ans en deux saisons, prenant part à deux éditions du Tournoi des Six Nations des moins de 20 ans en 2022 et 2023, à une édition des Six Nations Summer Series en 2022 et à une édition du Championnat du monde junior en 2023. Il n'inscrit pas de points.

#### Senior
Cameron Winnett compte 9 capes en équipe du pays de Galles, dont 9 en tant que titulaire, depuis sa première sélection le 3 février 2024 face à l'équipe d'Écosse.

## Palmarès

### En club
- Vainqueur de la Welsh Premiership en 2022 avec Cardiff RFC.
- Finaliste de la Welsh Premiership en 2023 avec Cardiff RFC.

### En équipe nationale
- Finaliste des Six Nations Summer Series en 2022 avec l'équipe du pays de Galles des moins de 20 ans.

### Distinctions personnelles
- Récipiendaire du prix du Young Player of the Year pour la saison 2023-2024 (jeune joueur de l'année) par la Welsh Rugby Writers' Association.